# 찰스 스미스 (1969년)
찰스 스미스 (Charles Smith, 1969년 12월 18일 ~ )는 미국의 야구 선수이다.

## 경력

### KBO 리그
1999년 삼성 라이온즈에서 좋은 활약을 보여 주었고 2000년 시즌 중에도 나쁘지 않은 감각을 보였으나, 이승엽과 김기태와 포지션이 겹쳤고, 삼성이 투수 보강을 원하여 방출되었다. 삼성은 그 대신 투수 마이클 가르시아를 영입했다. 때마침 장타력 보강을 원했던 LG 트윈스로 이적했다. 찰스 스미스는 홈런 5위 타점 5위를 차지하였다. LG 구단 최초로 시즌 100 타점을 기록했다. 하지만 준수한 활약에도 불구하고 LG와도 재계약에 실패하여 대한민국을 떠났으며 삼성은 가르시아 퇴출 뒤 베이커 이후 이어진 좌완 선발투수 부재를 극복하기 위해  베니토 바에스를 영입할 예정이었지만  바에스가 계약 직전 메이저리그(플로리다 말린스) 스프링캠프에 합류하여 무산됐고 이 과정에서 마무리 임창용이 선발로 보직을 변경했다.

## 통산기록
| 년도 | 구단  | 타율  | 경기수 | 타수 | 안타 | 2루타 | 3루타 | 홈런 | 타점 | 득점 | 도루 | 4사구 | 삼진 | 병살타 | 희생타 | 장타율 | 비고 |
| ---- | ----- | ----- | ------ | ---- | ---- | ----- | ----- | ---- | ---- | ---- | ---- | ----- | ---- | ------ | ------ | ------ | ---- |
| 1999 | 삼성  | 0.287 | 123    | 408  | 117  | 20    | 1     | 40   | 98   | 70   | 1    | 27    | 100  | 8      | 7      | 0.635  |      |
| 2000 | LG    | 0.288 | 118    | 423  | 122  | 27    | 1     | 35   | 100  | 71   | 0    | 55    | 120  | 17     | 6      | 0.605  |      |
| 통산 | 2시즌 | 0.288 | 241    | 831  | 239  | 47    | 2     | 75   | 198  | 141  | 1    | 82    | 220  | 25     | 13     | 0.620  |      |

## 참조
1. ↑  삼성, 트리플A 투수 가르시아 영입 - 한국일보
2. ↑  삼성 떠난 스미스 LG행 - 한국일보
3. ↑  김은진 (2009년 9월 18일). “［야구野口］ 페타지니, LG 최초 100타점 타자?”. 스포츠칸. 2010년 4월 10일에 확인함.
4. ↑  최용석 (2000년 12월 22일). “[프로야구] 삼성, 좌완투수 바에스 낙점”. 동아일보. 2022년 6월 22일에 확인함.
5. ↑  류강훈 (2001년 3월 19일). “[2001프로야구 내가 최고야] (5) 구원왕…진필중 아성에 용병 도전”. 국민일보. 2022년 6월 22일에 확인함.